# Тери Съмърс
Тери Съмърс (на английски: Terri Summers) е артистичен псевдоним на холандската порнографска актриса, режисьор на порнографски филми и еротичен модел, родена на 1976 г. в град Амстердам, провинция Северна Холандия, Нидерландия.

## Награди
- Пентхаус любимец на годината на списание Пентхаус (издание в Нидерландия)